# Périphériques (recueil)
Pour les articles homonymes, voir Périphériques.
Périphériques : essais et nouvelles est un recueil de textes de l'écrivain français naturalisé canadien Maurice G. Dantec réunis par Richard Comballot et préfacé par Joël Houssin, paru chez Flammarion en 2003  (ISBN 2-08-068397-7).
Ce recueil rassemble divers textes, nouvelles et conférences de l'écrivain publiés de manière éparpillée. On y retrouve la très cyberpunk nouvelle Là où tombent les anges, et quelques textes publiés dans un autre recueil, Dieu porte-t-il des lunettes noires ?.
Dans l'œuvre de Dantec, ces textes sont tous antérieurs à sa conversion au Christianisme, qui commence à apparaître dans le premier tome de son journal de bord, Manuel de survie en territoire zéro, Le théâtre des opérations 1.